# Джерсійський фунт
Джерсі́йський фунт (англ. Jersey pound, фр. Livre de Jersey) — грошова одиниця Джерсі, коронного володіння Великої Британії. Поділяється на 100 пенсів. Стандарт ISO 4217 не містить окремого коду для цієї валюти. У випадках коли це необхідно як правило використовується позначення JEP.
Обмінний курс джерсійського фунта зафіксований відносно британського фунта стерлінгів у співвідношенні 1:1. Поряд з джерсійським фунтом на острові вільно приймаються фунти стерлінгів та гернсійські фунти.

## Історія

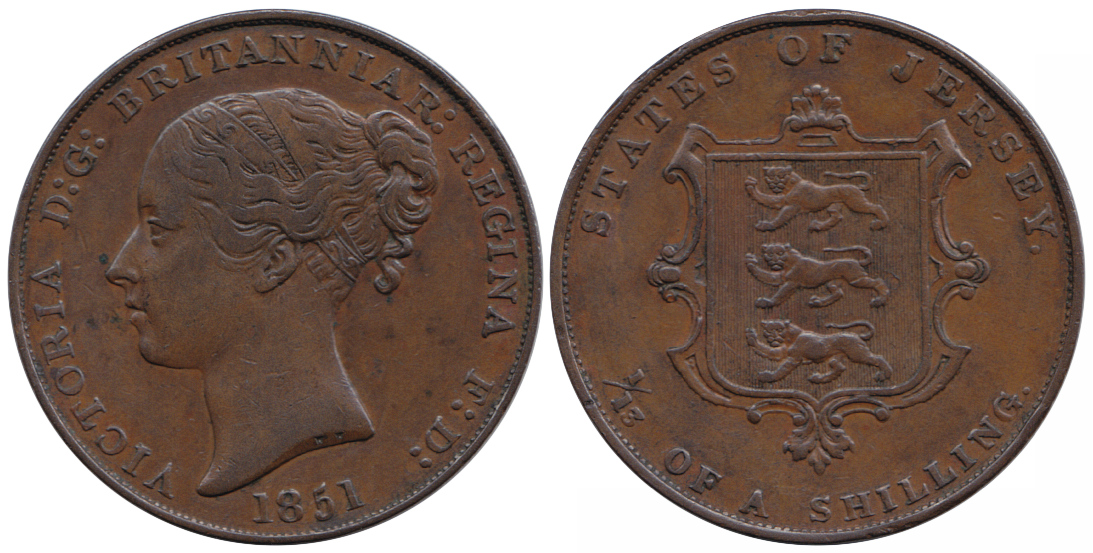
Монета 1/13 шилінгу, 1851 рік

До 1834 валютою острова був лівр, який прирівнювався до фунта за курсом 26 лівр за фунт, і використовувалися французькі гроші. У 1834 у зв'язку зі скасуванням у Франції лівр ще в 1795 валютою був запроваджений фунт, хоча французькі мідні монети продовжували залишатися в обігу за курсом 26 су за 1 шилінг до 1924. У 1841 були введені пенси, 13 з яких складали шилінг, а в 1877 12 пенсів стали складати шилінг. У 1971 була прийнята десяткова система.
В даний час в обігу знаходяться монети в 1/2 (скасована в 1981), 1, 2 пенси (з 1971), 5, 10 пенсів (з 1968), 20 пенсів (з 1982), 50 пенсів (з 1969), 1 фунт (з 1982), 2 фунти (з 1998). Останні дві монети зустрічаються рідко.